# Abdul Sattar Mirzakwal
Abdul Satar Sattar Mirzakwal (Distrito de Mirzaka, 1960) es un político y militar afgano, quien se desempeñó como Ministro del Interior de Afganistán entre junio y agosto de 2021.

## Biografía
Sattar Mirzakwal, de etnia pastún, nació en 1960 en el distrito de Mirzaka, en la Provincia de Paktiyá. Se graduó de la Universidad Militar de Kabul. Dirigió la Shura de la tribu de Mangal, y también se desempeñó como jefe de la secretaría de la rama suroeste de la Loya Jirga de 2002.
Sirvió como Vicegobernador de la Provincia de Helmand entre 2004 y su destitución en 2007. La razón oficial por la que esto pasó fue que Mirzakwal organizó un concierto en que se presentaron mujeres sin la vestimenta obligatoria del Islam. El presidente Hamid Karzai lo destituyó ya que "no respetó los postulados del Islam, no respetó las tradiciones aceptadas y no contribuyó a la preservación del patrimonio cultural de la sociedad afgana". Según otra versión, fue destituido por cooperar con Estados Unidos y la OTAN en Helmand.
El 2 de julio de 2020 sobrevivió a un atentado en la provincia de Lagmán.
El 19 de junio de 2021 fue nombrado por el presidente Ashraf Ghani Ahmadzai como Ministro del Interior encargado, mientras recibía el aval de la Asamblea Nacional. Nunca se posesionó oficialmente, pues antes de que recibiera el aval del legislativo la República Islámica de Afganistán cayó el 15 de agosto, siendo Mirzakwal el titular de la cartera del Interior durante ese régimen. El mismo día anunció la planificación de la rendición de Kabul al Emirato Islámico de Afganistán.